# Macronectes halli
El petrel gigante subantártico o abanto marino subantártico (Macronectes halli) es una especie de ave de la familia Procellariidae. Pertenece al género Macronectes, conformado por dos especies, el petrel gigante subantártico y el petrel gigante antártico (M. giganteus) que viven exclusivamente en el hemisferio sur. El petrel gigante subantártico es reconocido por ser un depredador agresivo, atacando a sus presas tanto en el agua como en tierra, donde suele alimentarse cazando pequeñas aves o comiendo carroña.
Este petrel tiene bien puesto su nombre de gigante, pues alcanza los 88-94 cm de largo con una envergadura de alas de 195-200 cm, asemejándose mucho al albatros, del cual se diferencian por el tubo que posee en el pico, propio de las aves de la familia Procellariidae. Llega a pesar 4.5 kilos. 
Su apariencia es generalmente gris, oscureciéndose en las zonas superiores y aclarándose en la garganta. La característica que lo distingue de la especie M. giganteus es la punta del pico, que en el M. halli es rojiza, rosada o café. También, la superficie inferior de M. halli adulto es mucho más pálida y más uniforme que M. giganteus. Por otra parte, los pájaros jóvenes de ambas especies son todos oscuros y es muy difícil distinguir entre ellos.